# Tetrapterum lamprocarpum
Tetrapterum lamprocarpum är en bladmossart som beskrevs av Brotherus 1924. Tetrapterum lamprocarpum ingår i släktet Tetrapterum och familjen Pottiaceae. Inga underarter finns listade i Catalogue of Life.